# Fahrzeug-Zulassungsverordnung
Die Fahrzeug-Zulassungsverordnung (FZV) ist eine deutsche Bundesrechtsverordnung. Sie hat die zulassungstechnischen Teile der Straßenverkehrs-Zulassungs-Ordnung (StVZO) und die bisherige Fahrzeugregisterverordnung (FRV) abgelöst und normiert die Zulassung von Fahrzeugen zum öffentlichen Straßenverkehr in Deutschland. Die StVZO soll Schritt für Schritt abgelöst werden. Mit der Einführung der Fahrzeug-Zulassungsverordnung waren Änderungen im Bundeseinheitlichen Tatbestandskatalog für Verkehrsordnungswidrigkeiten verbunden.
Wichtige Regelungsinhalte der FZV sind:
- Notwendigkeit und Verfahren der Zulassung und Außerbetriebsetzung von Fahrzeugen zum öffentlichen Straßenverkehr
- Zuteilung, Ausgestaltung und Anbringung von Kennzeichen
- Festsetzung und Aufhebung der Unterscheidungszeichen der Zulassungsbezirke
- Inhalt und Ausgestaltung der Zulassungsbescheinigung Teil I und Teil II
- Versicherungspflichten für Kraftfahrzeuge
- Speicherung der Fahrzeugdaten im örtlichen und Zentralen Fahrzeugregister (ZFZR)